# Lynetteholmen

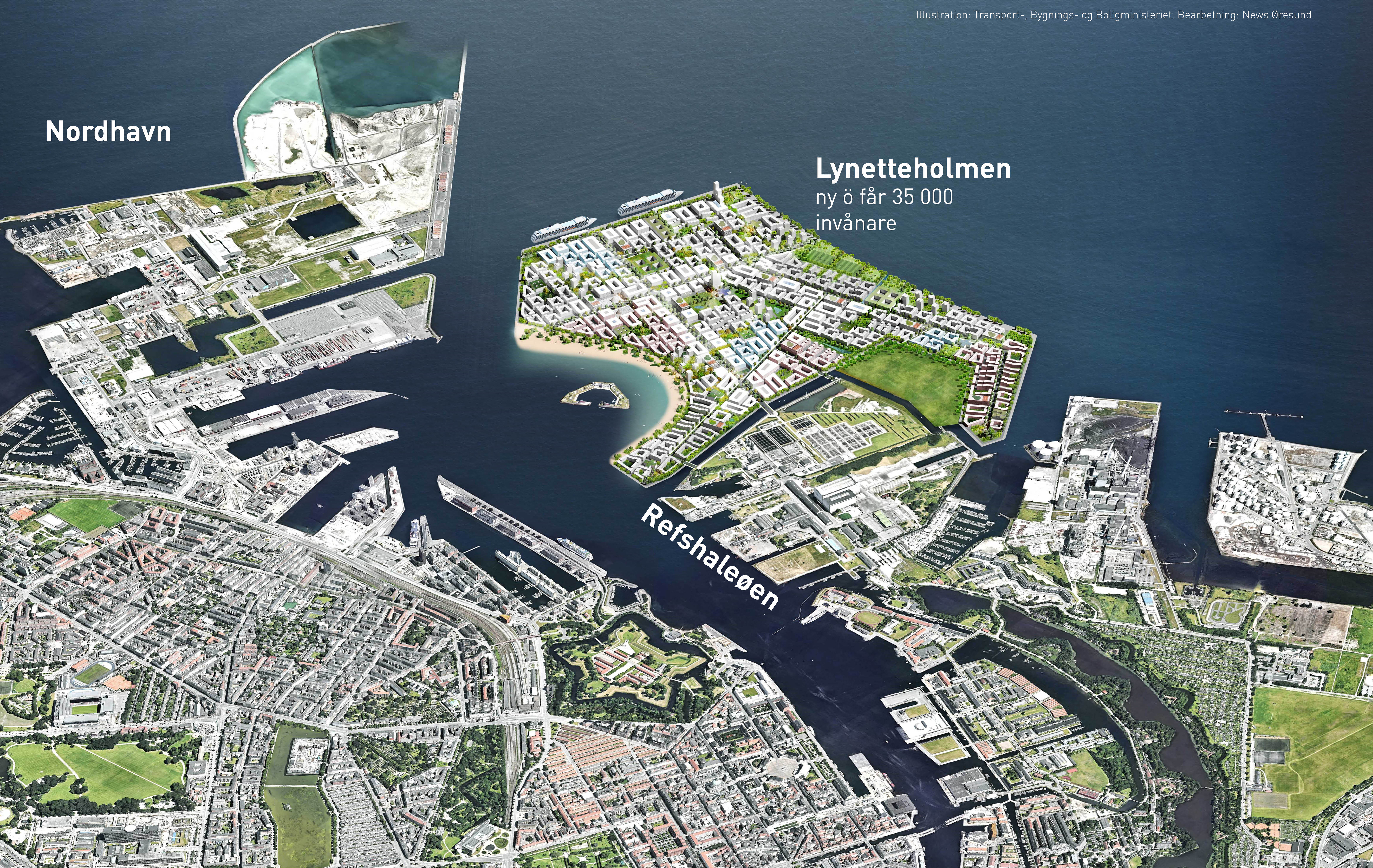
Projektbild Lynetteholmen

Lynetteholmen ist eine geplante künstliche Halbinsel in Kopenhagen. Die Halbinsel soll eine Erweiterung von Refshaleøen sein und wird von By & Havn (95 % Anteil Stadt Kopenhagen, 5 % Anteil dänischer Staat) errichtet.
Die Halbinsel soll 2070 fertiggestellt sein, Platz für 35.000 Einwohner bieten und Kopenhagen im Rahmen der Klimakrise auch gegen steigende Wasserstände sichern.
Kritiker des Projekts haben auf die Auswirkungen der Halbinsel auf Natur und Tierwelt in der Ostsee hingewiesen, da nur geringste Veränderungen von Strömungen und Salzgehalt Tiere und Pflanzen stark gefährden. Zudem wird geschätzt, dass der Transport der ca. 40 Millionen Kubikmeter Bauschutt (Entsorgung aller Baustellen in und um Kopenhagen) für die Gründung der Halbinsel in den nächsten 30 Jahren bis zu 2,5 Millionen Lastwagenfahrten durch Kopenhagen notwendig macht.